# دي هافيلاند دونكاستر
دي هافيلاند دونكاستر (بالإنجليزية: de Havilland Doncaster)‏ أو دي هافيلاند دي إتش 29 هي طائرة خطوط جوية، طويلة المدى،أحادية السطح تتسع لعشرة ركاب. صنعتها دي هافيلاند البريطانية في عشرينيات القرن العشرين. استخدمت من قبل وزارة الطيران البريطانية. وكان أول طيران لها في 5 يوليو 1921.